# 君に恋を結んで
『TVアニメ「甘神さんちの縁結び」キャラクターソングミニアルバム「君に恋を結んで」』（テレビアニメあまがみさんちのえんむすび キャラクターソングミニアルバム きみにこいをむすんで）は、2024年11月20日にキングレコードから発売された、テレビアニメ『甘神さんちの縁結び』のメインヒロイン「甘神三姉妹」の1stミニ・アルバム。

## 概要
甘神夜重（上坂すみれ）、甘神夕奈（本渡楓）、甘神朝姫（若山詩音）の3人からなる、甘神神社の巫女「甘神三姉妹」のミニアルバム。
三姉妹によるユニットソングが2曲、ソロ曲が3曲収録されている。
本アルバムの発売に先駆け、表題曲である「君に恋を結んで」が第1話放送後に先行配信された。
初回封入特典として、『「甘神さんちの縁結び 猫と紡ぐラジオ」公開録音イベント』の優先先行応募シリアルが付属した。

## 収録曲
| #         | タイトル                                   | 作詞       | 作曲       | 編曲       | 歌唱                   | 時間  |
| --------- | ------------------------------------------ | ---------- | ---------- | ---------- | ---------------------- | ----- |
| 1.        | 「君に恋を結んで」                         | 真崎エリカ | 本多友紀   | 水野谷怜   | 甘神三姉妹             | 3:57  |
| 2.        | 「桜のかくしごと」                         | 真崎エリカ | 小野寺佑輔 | 小野寺佑輔 | 甘神三姉妹             | 3:36  |
| 3.        | 「夜空に引いた線」                         | 鶴﨑輝一   | 鶴﨑輝一   | 鶴﨑輝一   | 甘神夜重（上坂すみれ） | 3:43  |
| 4.        | 「夕色のねがいみち」                       | 金山秀士   | 金山秀士   | 金山秀士   | 甘神夕奈（本渡楓）     | 4:17  |
| 5.        | 「朝姫は朝だけ姫気分♡」                    | 清竜人     | 清竜人     | 清竜人     | 甘神朝姫（若山詩音）   | 2:50  |
| 6.        | 「君に恋を結んで」(off vocal version)      |            |            |            |                        | 3:57  |
| 7.        | 「桜のかくしごと」(off vocal version)      |            |            |            |                        | 3:36  |
| 8.        | 「夜空に引いた線」(off vocal version)      |            |            |            |                        | 3:43  |
| 9.        | 「夕色のねがいみち」(off vocal version)    |            |            |            |                        | 4:17  |
| 10.       | 「朝姫は朝だけ姫気分♡」(off vocal version) |            |            |            |                        | 2:50  |
| 合計時間: | 合計時間:                                  | 合計時間:  | 合計時間:  | 合計時間:  | 合計時間:              | 36:46 |

## 楽曲解説
1. 君に恋を結んで
TVアニメ「甘神さんちの縁結び」第1クールエンディングテーマ
本アルバムの表題曲
歌詞の中には、「神様」「猫」「祈り」「恋」「言霊」などの甘神さんらしい語句が多く含まれており、甘神朝姫役の若山詩音は「疾走感のあるストリングスが大好きで、青春って感じがする曲」と評している[5]。
2. 桜のかくしごと
Webラジオ「甘神さんちの縁結び ~猫と紡ぐラジオ~」テーマソング
三姉妹の仲の良さを感じる楽曲[6]。
1曲目の「君に恋を結んで」とは、歌う順番が逆になっている[5]。[注釈 1]
3. 夜空に引いた線
甘神夜重のソロ曲
甘神夕奈役の本渡楓は「アップテンポで楽しい感じがする大人な曲」と評しており、甘神夜重の内面を現した歌詞が特徴的な楽曲[5]。
4. 夕色のねがいみち
甘神夕奈のソロ曲
甘神夕奈の精神を現したような真面目で和風な楽曲。
レコーディングをしていく中で本来の音程よりキーが低くなり、それによって夕奈の決意感や精神が強く表れることになった[5]。
5. 朝姫は朝だけ姫気分♡
甘神朝姫のソロ曲
朝姫の夢の中を現しており、彼女の思い描いた大人になり切った形で曲が進行していき、最後の「今も夢気分」で目が覚めるというストーリー仕立ての楽曲となっている[5]。

## メディアでの使用
| # | 曲名               | タイアップ                                                   | 出典  |
| - | ------------------ | ------------------------------------------------------------ | ----- |
| 1 | 「君に恋を結んで」 | TVアニメ『甘神さんちの縁結び』第1クールエンディングテーマ    | [ 7 ] |
| 2 | 「桜のかくしごと」 | Webラジオ『甘神さんちの縁結び ~猫と紡ぐラジオ~』テーマソング | [ 6 ] |